# Pavel Soukup (cyclisme)
Pavel Soukup (né le 12 avril 1965) est un coureur cycliste tchécoslovaque. Il a notamment été champion du monde de poursuite par équipes en 1986.

## Palmarès

### Jeux olympiques
- Séoul 1988
  - Quart de finaliste de la poursuite par équipes

### Championnats du monde
- 1983
  -  Médaillé de bronze de la poursuite par équipes
- 1986
  -  Champion du monde de poursuite par équipes
- 1987
  -  Médaillé de bronze de la poursuite par équipes

### Jeux de l'Amitié
- 1984
  -  Médaillé de bronze de la poursuite par équipes

## Récompenses
- Cycliste tchécoslovaque de l'année : 1986